# Casiano Delvalle
Casiano Delvalle, född 13 augusti 1970, är en paraguayansk tidigare fotbollsspelare.
Casiano Delvalle spelade 3 landskamper för det paraguayanska landslaget.